# Mestrino
Mestrino es una comuna italiana, de 10.046 habitantes, de la provincia de Padua, en la región del Véneto.

## Deportes
Destaca entre los deportes del municipio el equipo de voleibol, Pallavolo Mestrino que fue fundado en 1969 y tiene presencia en casi todas las categorías nacionales. Además hay un equipo de fútbol, el A.S.D. Calcio Mestrino que fue fundado en 1949 y disputa en 2010 la segunda categoría (noveno nivel del fútbol italiano).

## Evolución demográfica
| Gráfica de evolución demográfica de Mestrino entre 1861 y 2001 |
|                                                                |
| Fuente ISTAT - elaboración gráfica de Wikipedia                |